# برنامج الولاء

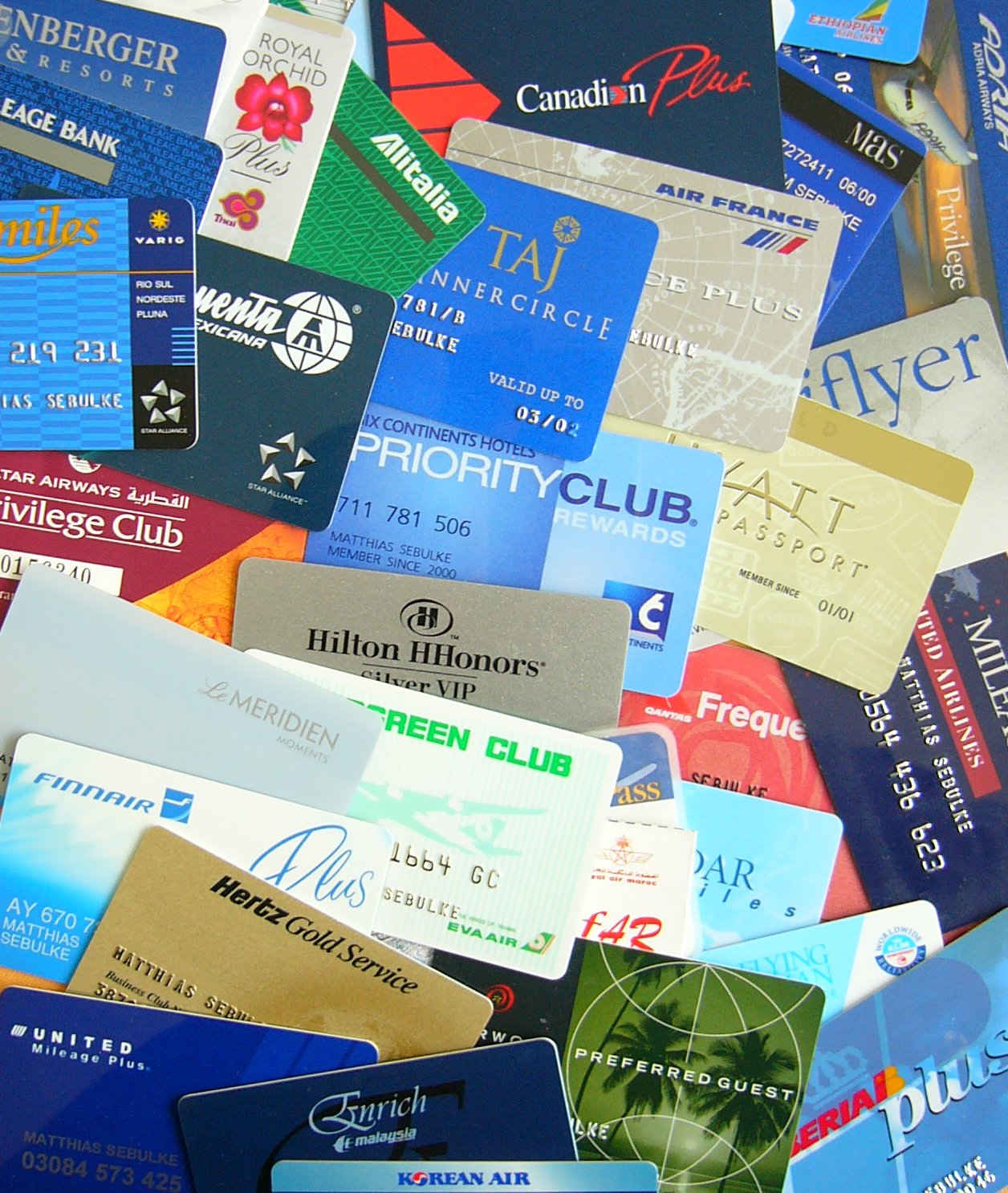
بطاقات ولاء مختلفة

برنامج الولاء أو برنامج الوفاء (بالإنجليزية: Loyalty program)‏ هو استراتيجية تسويقية مصممة لتشجيع الزبناء على الاستمرار في التسوق أو استخدام خدمات العمل التجاري المرتبطة بالبرنامج. يتضمن برنامج الولاء عادةً قيام مشغل برنامج معين بإعداد حساب لزبون شركة مرتبطة بالمخطط، ثم إصدار بطاقة ولاء (بالإنجليزية: loyalty card)‏ للزبون (تسمى بطاقة المكافآت، وبطاقة النقاط، وبطاقة المزايا، وبطاقة النادي، ...) والتي قد تكون عبارة عن بطاقة بلاستيكية أو ورقية، تشبه بشكل مرئي بطاقة الائتمان، والتي تحدد حامل البطاقة كمشارك في البرنامج. قد تحتوي البطاقات على رمز شريطي أو شريط ممغنط للسماح بالمسح الضوئي بسهولة أكبر، على الرغم من أن بعضها عبارة عن بطاقات شرائح أو بطاقات تقارب.
واليوم، تغطي برامج الولاء هذه معظم أنواع التجارة، ولكل منها ميزات وخطط مكافآت مختلفة، بما في ذلك الخدمات المصرفية والترفيه والضيافة وتجارة التجزئة والسفر. لقد تحول نهج السوق من التركيز على المنتج إلى التركيز على الزبناء بسبب السوق التنافسية للغاية ومجموعة واسعة من الخدمات المقدمة للزبناء، لذلك، من المهم أن تعطي استراتيجيات التسويق الأولوية لتنمية الأعمال المستدامة وزيادة رضا الزبناء.
من خلال تقديم البطاقة، يحصل الزبناء عادة إما على خصم على الشراء الحالي أو تخصيص النقاط التي يمكنهم استخدامها لعمليات الشراء المستقبلية. ومن ثم فإن البطاقة هي الوسيلة المرئية لتنفيذ نوع مما يسميه الاقتصاديون التعريفة ذات الجزأين (two-part tariff). تستلزم نماذج طلبات البطاقات عادةً اتفاقيات من قبل المتجر فيما يتعلق بخصوصية الزبون، وعادةً ما تكون عدم الكشف (من قبل المتجر) عن البيانات غير المجمعة حول الزبناء. يستخدم المتجر البيانات المجمعة داخليًا (وأحيانًا خارجيًا) كجزء من أبحاثه التسويقية. وبمرور الوقت، يمكن للبيانات أن تكشف، على سبيل المثال، عن العلامة التجارية المفضلة لدى زبون معين، أو ما إذا كان نباتيًا. عندما يقدم الزبون معلومات تعريفية كافية، يمكن أيضًا استخدام بطاقة الولاء للوصول إلى هذه المعلومات لتسريع عملية التحقق أثناء استلام الشيكات أو صرف مستحضرات الوصفات الطبية، أو للحصول على امتيازات العضوية الأخرى مثل الوصول إلى صالة المطار باستخدام بطاقة المسافر الدائم. في السنوات الأخيرة، أصبحت الشركات تُقدّم بطاقات الولاء هذه في شكل تطبيق ولاء، مما يعني أن المستخدمين أقل عرضة لفقد بطاقاتهم.
تم وصف برامج الولاء على أنها شكل من أشكال العملة الافتراضية المركزية، واحدة ذات تدفق نقدي أحادي الاتجاه، حيث يمكن استبدال نقاط المكافأة بسلعة أو خدمة ولكن ليس بالنقد.

## تاريخ
تم تقديم برنامج نقاط الولاء لبيتي كروكر (Betty Crocker) عام 1929، وانتهى في عام 2006، وهو أحد أطول برامج الولاء تشغيلًا.

## انتقادات
الأدلة على فعالية برامج الولاء مثيرة للجدل. العديد من الشركات غير متأكدة من كيفية استخدام برامج ولاء الزبناء بشكل مربح. يتم تشغيل العديد من البرامج (بغض النظر عن الموقع أو الحجم أو الصناعة) بدون المقاييس المناسبة أو المعلمات المستهدفة.
تشكو بعض الشركات من أن برامج الولاء تخصم البضائع للأشخاص الذين يشترون البضائع على أي حال. علاوة على ذلك، فإن تكلفة المشاركة في هذه البرامج نادراً ما تولد عائداً جيداً على الاستثمار. وتعتبر مجموعة فورتي الاستشارية ( Forte Consultancy Group) برامج الولاء بمثابة رشاوى. وفي حالة المنفقين بشكل غير متكرر، توفر رسوم الولاء وسيلة لدعم الخصومات.
وجدت دراسة أجريت عام 2015 أن معظم بطاقات الولاء الخاصة بالمتاجر الكبرى في الولايات المتحدة لا تقدم أي قيمة حقيقية لزبنائها. علاوة على ذلك، فإن الاستخدام التجاري للبيانات الشخصية للزبناء - التي يتم جمعها كجزء من برامج الولاء - ينطوي على احتمال إساءة الاستخدام؛ من المحتمل جدًا أن يتم تتبع مشتريات المستهلكين واستخدامها في أبحاث التسويق لزيادة كفاءة التسويق والإعلان، وهو أحد أغراض تقديم بطاقة الولاء. بالنسبة لبعض الزبناء، فإن المشاركة في برنامج الولاء (حتى باستخدام بطاقة مزيفة أو مجهولة) تمول الأنشطة التي تنتهك الخصوصية. أعرب المستهلكون أيضًا عن قلقهم بشأن دمج تقنية تحديد الهوية موجات الراديو (RFID) في أنظمة بطاقات الولاء.
يمكن للمرء أن ينظر إلى خطط الولاء ومكافآت بطاقات الائتمان كأمثلة حديثة على العمولات (kickbacks). الموظفون الذين يحتاجون إلى شراء شيء ما (مثل رحلة طيران أو غرفة فندق) لرحلة عمل، ولكن لديهم حرية التصرف في تحديد شركة الطيران أو سلسلة الفنادق التي سيستخدمونها، لديهم حافز لاختيار طريقة الدفع التي توفر أكبر قدر من النقود المُستردة (cash-back)، ومكافآت بطاقات الائتمان أو نقاط الولاء بدلاً من تقليل التكاليف على صاحب العمل.